# Marie-Antoinette de Geuser
(Marie-Antoinette de Geuser)
Marie-Antoinette de Geuser (Le Havre, 20 aprile 1889 – Le Havre, 22 giugno 1918) è stata una mistica francese, nota per aver scritto lettere e appunti esemplificativi della spiritualità carmelitana, sul modello di Teresa di Lisieux.
Attratta dalla vita contemplativa, morì in giovane età, in seguito al persistere di gravi problemi di salute, senza aver avuto il tempo di professare i voti.
È conosciuta con il nome devozionale di Consummata, con cui prese a firmarsi nelle lettere.
Adrienne von Speyr le ha dedicato un capitolo nel suo Libro di tutti i santi (1966).

## Opere
- Raoul Plus (a cura di), Lettere e scritti spirituali di Maria Antonietta De Geuser, traduzione di Giovanni Actis, Torino - Roma, Marietti, 1930.
- Maria Antonietta de Geuser, Lettere di Consummata ad una Carmelitana, traduzione di Anna Zanelli, Torino, Libreria del Sacro Cuore, 1933.
- (FR) Marie Antoinette de Geuser, Lettres au Père Anatole de Grandmaison, son directeur, presentazione di Louis de Geuser, Parigi, Éditions Beauchesne, 1977.